# Internazionali di Tennis di Bergamo 2023 - Doppio
Il doppio del torneo di tennis professionistico Internazionali di Tennis di Bergamo 2023, facente parte della categoria Challenger 75 nell'ambito dell'ATP Challenger Tour 2023, si è giocato dal 30 ottobre al 5 novembre a Bergamo, in Italia. Tra i partecipanti al torneo erano assenti Henri Squire e Jan-Lennard Struff, i detentori del titolo.
In finale Evan King e Brandon Nakashima hanno sconfitto Francisco Cabral e Henry Patten con il punteggio di 6–4, 7–6(1).

## Teste di serie
1. Francisco Cabral /  Henry Patten (finale)
2. Victor Vlad Cornea /  Bart Stevens (primo turno)

1. Théo Arribagé /  Luca Sanchez (semifinale)
2. Sander Arends /  Miguel Ángel Reyes Varela (semifinale)

## Wildcard
1. Flavio Cobolli /  Fabio Fognini (quarti di finale, ritirati)

1. Filiberto Fumagalli /  Samuel Vincent Ruggeri (ritirati)

## Alternate
1. Andrea Vavassori /  Matteo Vavassori (primo turno)

## Tabellone

### Legenda
| - Q = Qualificato - WC = Wild card - LL = Lucky loser | - ALT = Alternate - SE = Special Exempt - PR = Protected Ranking | - w/o = Walkover - r = Ritirato - d = Squalificato |

|  | Primo turno | Primo turno              | Primo turno             | Primo turno | Primo turno |  |  | Quarti di finale | Quarti di finale         | Quarti di finale     | Quarti di finale         | Quarti di finale |   |      | Semifinali | Semifinali                    | Semifinali                    | Semifinali                  | Semifinali                  |   |   | Finale | Finale | Finale | Finale | Finale |  |
|  |             |                          |                         |             |             |  |  |                  |                          |                      |                          |                  |   |      |            |                               |                               |                             |                             |   |   |        |        |        |        |        |  |
|  | 1           | F Cabral H Patten        | F Cabral H Patten       | 7           | 6           |  |  |                  |                          |                      |                          |                  |   |      |            |                               |                               |                             |                             |   |   |        |        |        |        |        |  |
|  |             | A Harris V Kirkov        | A Harris V Kirkov       | 61          | 4           |  |  | 1                | F Cabral H Patten        | 4                    | 6                        | [10]             |   |      |            |                               |                               |                             |                             |   |   |        |        |        |        |        |  |
|  |             | S Ağabigün E Kırkın      | S Ağabigün E Kırkın     | 4           | 4           |  |  |                  | G Ricca S Travaglia      | 6                    | 3                        | [5]              |   |      |            |                               |                               |                             |                             |   |   |        |        |        |        |        |  |
|  |             | G Ricca S Travaglia      | G Ricca S Travaglia     | 6           | 6           |  |  |                  |                          |                      |                          |                  |   |      | 1          | F Cabral H Patten             | 6                             | 65                          | [10]                        |   |   |        |        |        |        |        |  |
|  | 4           | S Arends MÁ Reyes Varela | 6                       | 3           | [10]        |  |  |                  |                          | 4                    | S Arends MÁ Reyes Varela | 3                | 7 | [5]  |            |                               |                               |                             |                             |   |   |        |        |        |        |        |  |
|  |             | D Istomin I Liutarevich  | 3                       | 6           | [4]         |  |  | 4                | S Arends MÁ Reyes Varela | 63                   | 6                        | [10]             |   |      |            |                               |                               |                             |                             |   |   |        |        |        |        |        |  |
|  |             | M Bortolotti F Gaio      | 6                       | 2           | [8]         |  |  |                  | D Cukierman J Paris      | 7                    | 4                        | [5]              |   |      |            |                               |                               |                             |                             |   |   |        |        |        |        |        |  |
|  |             | D Cukierman J Paris      | 4                       | 6           | [10]        |  |  |                  |                          |                      |                          |                  |   |      | 1          | Francisco Cabral Henry Patten | Francisco Cabral Henry Patten | 4                           | 61                          |   |   |        |        |        |        |        |  |
|  | WC          | F Cobolli F Fognini      | F Cobolli F Fognini     | 6           | 6           |  |  |                  |                          |                      |                          |                  |   |      |            |                               |                               | Evan King Brandon Nakashima | Evan King Brandon Nakashima | 6 | 7 |        |        |        |        |        |  |
|  | Alt         | A Vavassori M Vavassori  | A Vavassori M Vavassori | 4           | 4           |  |  | WC               | F Cobolli F Fognini      | F Cobolli F Fognini  | F Cobolli F Fognini      |                  |   |      |            |                               |                               |                             |                             |   |   |        |        |        |        |        |  |
|  |             | A Jecan V Uzhylovskyi    | A Jecan V Uzhylovskyi   | 1           | 63          |  |  | 3                | T Arribagé L Sanchez     | T Arribagé L Sanchez | T Arribagé L Sanchez     | w/o              |   |      |            |                               |                               |                             |                             |   |   |        |        |        |        |        |  |
|  | 3           | T Arribagé L Sanchez     | T Arribagé L Sanchez    | 6           | 7           |  |  |                  |                          |                      |                          |                  |   |      | 3          | T Arribagé L Sanchez          | 65                            | 6                           | [7]                         |   |   |        |        |        |        |        |  |
|  |             | F Reynolds R Stepanov    | F Reynolds R Stepanov   | 5           | 3           |  |  |                  |                          |                      | E King B Nakashima       | 7                | 3 | [10] |            |                               |                               |                             |                             |   |   |        |        |        |        |        |  |
|  |             | G Brouwer M Hermans      | G Brouwer M Hermans     | 7           | 6           |  |  |                  | G Brouwer M Hermans      | G Brouwer M Hermans  | 3                        | 4                |   |      |            |                               |                               |                             |                             |   |   |        |        |        |        |        |  |
|  |             | E King B Nakashima       | E King B Nakashima      | 6           | 7           |  |  |                  | E King B Nakashima       | E King B Nakashima   | 6                        | 6                |   |      |            |                               |                               |                             |                             |   |   |        |        |        |        |        |  |
|  | 2           | VV Cornea B Stevens      | VV Cornea B Stevens     | 1           | 5           |  |  |                  |                          |                      |                          |                  |   |      |            |                               |                               |                             |                             |   |   |        |        |        |        |        |  |